# اسکای پاسادا
اسکای پاسادا (به انگلیسی: Sky Pasada) یک شرکت هواپیمایی با کد یاتا SP است که در ۱۹ فوریه ۲۰۱۰ میلادی تأسیس شده‌است. قطب اسکای پاسادا در فرودگاه بین‌المللی نینوی آکوئینو قرار دارد.